# Craig Armstrong
Craig Armstrong (Glasgow, Regne Unit, 1959) és un compositor escocès de música orquestral moderna, electrònica i de música de cinema.
Va estudiar a la Royal Academy of Music a Londres i més tard al Scottish Arts Council, on va guanyar uns quants premis per a composició incloent-hi el Premi de GLAA al Músic de Jazz Jove de l'any.
Ha contribuït sobretot en els arranjaments de U2, The Passengers, Texas, Madonna (sobre Frozen) The Future Sound Of London i sobretot sobre els àlbums de Massive Attack, que d'altra banda els va produir amb la seva etiqueta Melankolik.
Un dels seus títols més coneguts, « This Love », de l'àlbum « The Space Between Us », ha estat reprès a nombroses pel·lícules, sobretot Intencions perverses (Cruel Intentions), i en diverses sèries en forma de recuperació (911...). És cantada per la cantant dels Cocteau Twins, Elizabeth Fraser.
Armstrong feia el seu debut de música de cinema el 1996, col·laborant amb el productor Nellee Hooper i el compositor amic Marius De Vreis, sobretot en la música de les obres del realitzador australià Baz Luhrmann, tant dels seus llargmetratges (Romeo + Juliet, Moulin Rouge!) com dels seus curtmetratges (publicitat Chanel N°5 el 2004)
El premi BAFTA que li atorgaren per la pel·lícula Romeo + Juliet, iniciava la seva carrera amb la seva marca orquestral moderna distintiva en pel·lícules com The Bone Collector (1999), Kiss of the Dragon (2001), la guanyadora de múltiples premis Moulin Rouge! (2001), The Quiet American (2002), Love Actually (2003), Ray (2004), i World Trade Center (2006).
Fora del món del cinema, Armstrong continua escrivint peces clàssiques contemporànies, notablement els 20 Movements críticament aclamats, i els àlbums de solo The Space Between Us i As If To Nothing.

## Honors

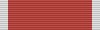
OBE ribbon

Armstrong va ser nomenat Oficial de l'Ordre de l'Imperi Britànic (OBE) als Honors d'Any Nou de 2010 per la seva contribució a la música.

## Obres clau
- 1994: Slow Movement (cordes)
- 1998: 20 Movements (orchestra)
- 1999: If Time Must Pass (violí, cordes)
- 1999: Escape (orquestra, vocal).[5]
- 2000: When Morning Turns to Light (mezzo-soprano, orquestra)
- 2002: Northern Sounds... Islands (orquestra)
- 2005: One Minute (orquestra)
- 2007: Immer (violin concerto no. 1) (violí, orquestra)
- 2012: The Lady from the Sea (òpera)
- 2015: Far from the Madding Crowd (2015 film)

## Enregistraments
Armstrong ha publicat dos discos en solitari amb el segell Melankolic de Massive Attack, seguit de Piano Works a Sanctuary el 2004 i Film Works a Universal el 2005. El 2007 Armstrong va gravar el seu primer disc clàssic, "Memory Takes My Hand", per a EMI Classics amb la BBC. Orquestra Simfònica. Va ser llançat el 2008 i inclou un concert per a violí "Immer" per a Clio Gould.
Rosebud va ser llançat a partir d'un nou projecte co-escrit i coproduït de Craig Armstrong i Scott Fraser - Winona. Setembre de 2009: "Without You (Deal Soul Brothers Remix)" – Format: senzill de vinil de 12".
- 1998: The Space Between Us[2]
- 2002: As If to Nothing
- 2004: Piano Works
- 2005: Film Works 1995–2005
- 2005: The Dolls by the Dolls (Armstrong amb Antye Greie i Vladislav Delay)
- 2008: Memory Takes My Hand
- 2014: It's Nearly Tomorrow
- 2018: Sun On You

## Partitures de pel·lícules
La seva partitura per a Romeo + Juliet de William Shakespeare (amb Baz Luhrmann) li va valer un BAFTA per Assoliments en música de cinema i un Ivor Novello. La partitura d'Armstrong per al musical innovador Moulin Rouge de Baz Luhrmann! li va valer el premi de Compositor de l'Any de l'AFI, un Globus d'Or a la millor banda sonora original de l'any i un BAFTA per l'èxit en la música de cinema. La seva partitura per a The Quiet American (L'americà impassible) de Phillip Noyce li va valer el premi Ivor Novello a la millor banda sonora de pel·lícula original. Els seus altres crèdits com a puntuació de llargmetratges inclouen el drama d'Oliver Stone World Trade Center, la pel·lícula biogràfica guanyadora de l'Oscar Ray per la qual Armstrong va rebre un premi Grammy a la millor banda sonora original i la comèdia de conjunt mundial Love Actually. Les seves partitures també es poden escoltar a The Magdalene Sisters, Kiss of the Dragon, The Bone Collector (El col·leccionista d'ossos), The Clearing (L'ombra d'un segrest), Best Laid Plans (Best Laid Plans), Orphans, Elizabeth: The Golden Age (Elizabeth: l'edat d'or) i The Incredible Hulk (L'increïble Hulk).

## Escape
Una de les cançons més populars compostes per Armstrong és "Escape" de Plunkett & Macleane. La composició es va utilitzar en el pilot de la sèrie de ciència-ficció Dark Angel del 2000, a més d'haver estat utilitzada en diversos tràilers de pel·lícules i retransmissions esportives a causa de l'acumulació emocional causada pel seu creixent i cor.
Es va utilitzar al tràiler de la cobertura de l'Eurocopa 2012 de la BBC (la BBC ja havia utilitzat "Balcony Scene" de la banda sonora de Romeo + Julieta per al seu tràiler de l'Eurocopa 2004), i sovint s'ha utilitzat a la sèrie Top Gear de la BBC al clímax de el final de temporada "reptes èpics". Armstrong enumera les cançons que Top Gear ha utilitzat al seu lloc web. "Escape" s'ha utilitzat en diversos tràilers de pel·lícules d'acció, com ara Spider-Man 2 i Daredevil.
"Escape" també ha estat utilitzat com a música d'entrada per diversos equips esportius, inclòs l'estable de lluita professional Team Vision, l'equip de futbol de la Premier League Aston Villa quan jugava a Villa Park, així com el seu company de la Premier League Wigan Athletic quan estava al Estadi DW. També s'ha utilitzat com a música d'entrada per a l'equip de rugbi d'Anglaterra a l'estadi de Twickenham, l'equip de rugbi de la Premiership Leeds Carnegie abans dels partits a casa i el Kent County Cricket Club en els partits Twenty20.

## Filmografia
- 1995: Close (Short)
- 1995: Fridge (Short)
- 1995: Good Day for the Bad Guys
- 1996: Romeo + Juliet – BAFTA and Ivor Novello awards.
- 1997: Orphans
- 1998: The Negotiator – Opening credit track ("Rise")
- 1999: Plunkett & Macleane
- 1999: Best Laid Plans
- 1999: The Bone Collector
- 2000: Romeo Must Die
- 2001: Moulin Rouge! – Golden Globe Award for Best Original Score
- 2001: Kiss of the Dragon
- 2002: The Magdalene Sisters
- 2002: The Quiet American
- 2003: Love Actually
- 2003: Lara Croft: Tomb Raider – The Cradle of Life – Track ("Lab Scene"[8][9])
- 2004: The Clearing
- 2004: Ray – Grammy Award for Best Original Score
- 2004: Layer Cake – Track ("Ruthless Gravity")
- 2005: Fever Pitch
- 2005: Must Love Dogs
- 2006: World Trade Center
- 2007: Elizabeth: The Golden Age (with A. R. Rahman)
- 2008: The Incredible Hulk
- 2010: Wall Street: Money Never Sleeps
- 2010: Neds
- 2011: In Time
- 2013: The Great Gatsby
- 2015: Far from the Madding Crowd
- 2015: Victor Frankenstein
- 2016: Me Before You
- 2016: Snowden
- 2016: Bridget Jones's Baby
- 2019: Mrs Lowry & Son
- 2019: The Burnt Orange Heresy
- 2020: The One and Only Ivan
- 2021: The Most Reluctant Convert
- 2023: The Great Escaper